# Heteroryzja
Heteroryzja (ang. heterorrhizy) – zjawisko zróżnicowania korzeni na korzenie krótkie i długie. Korzenie krótkie zapewniają roślinom zaopatrzenie w wodę i sole mineralne. Zawierają one znaczne ilości tkanki miękiszowej, rosną wolną a ich przyrost wtórny jest ograniczony. Korzenie długie rosną szybko i osiągają znaczną długość. Ich podstawową funkcją jest zapewnienie roślinie umocowania w podłożu a także transport substancji pobranych przez korzenie krótkie. U drzew, których system korzeniowy jest silnie rozbudowany korzenie długie dzielone są na korzenie pionierskie, tworzące główne gałęzie systemu oraz korzenie macierzyste, z których wyrastają korzenie żywiące (krótkie). Te ostatnie często mają mikoryzę.